# Cisak Island
Cisak Island ist eine Insel vor der Knox-Küste des ostantarktischen Wilkeslands. Sie liegt im Gebiet der Bunger-Oase.
Australische Wissenschaftler benannten sie 2012. Namensgeber ist der polnische Kartograph Jan Cisak, Teilnehmer an einer von 1978 bis 1979 durchgeführten polnischen Antarktisexpedition in das Gebiet der Bunger-Oase.